# 王炳權
王炳權（英語：Ping Kuen Wong，1960年—），鎂燦科技工程有限公司股東及董事，前加州健身的J.V. Fitness Ltd董事，人稱「PK Wong」。

## 生平
中學未畢業的王炳權，便最早為工程判頭，其後承接電訊集團工程，成為億萬富豪，在2015年12月，王炳權以3500萬港元收購從吳戈（前Healthzone Limited創辦人及董事，後被澳洲悉尼法院判入獄5年）所持J.V. Fitness全數股權，其後因為加州健身長期虧損，因此把該公司申請清盤，直至結業為止。
2016年7月13日，王炳權在下午於金鐘港麗酒店進行記者招待會，解釋事件指是自己是受害者，而且根據財政狀況是已虧損8000萬港元（10,309,278美元），3.3億港元負債（42,525,773美元）；同日接受《壹週刊》訪問，他指騙入買「加州健身」而捲入被海關調查，也連累家人和所有會員員工打流水漂等，全拜當時加州健身董事及健身教練鄭家達所賜，因為對所收購事項不盡不實，甚至對前股東所謊稱為身體問題而震怒和痛心。
2016年9月，J.V. Fitness Ltd前大股東、前董事及其兄長王倫因涉違反《商品説明條例》被海關拘捕，壓力極大，心臟病發離世，終年63歲。
2017年7月25日，王炳權在東區地方法院承認被勞工處票控共101項「沒有在到期日支付工資」罪，每張傳票罰款2000港元，需要罰款20.2萬港元。

## 馬主生涯
自2018-2019馬季開始，王炳權在香港賽馬會成為馬主，先後擁有名下賽駒「鎂之妙」、「燦爛承傳」（原名「暢樂徑」）、「妙玲瓏」、「高份數」。
「燦爛承傳」於2021年3月30日宣布退役，曾為英國大不列顛錦標季軍，最終來港服役4場。